# Джинны (Франк)
«Джинны» (фр. Les Djinns) — произведение Сезара Франка для фортепиано с оркестром, написанное в 1884 году. Несмотря на участие солирующего инструмента, «Джинны» считаются симфонической поэмой — первым прецедентом решения этого жанра в концертной (оркестр и солист) форме. Примерная продолжительность звучания 12-13 минут.

## История создания и исполнения
Стая джиннов! В небе мглистом
Заклубясь, на всём скаку
Тисы рвут свирепым свистом,
Кувыркаясь на суку.
Этих тварей рой летучий,
Пролетая тесной кучей,
Кажется зловещей тучей
С беглой молньей на боку.
Программной основой для произведения послужило одноимённое стихотворение Виктора Гюго (1828) из книги «Восточные мотивы», представляющее собой быстро сменяющуюся череду ярких визуальных и звуковых образов: как писал Н. Ф. Сумцов, «немного найдётся стихотворений, в которых на небольшом пространстве было бы рассеяно так много художественных образов и чрезвычайно смелой и мастерской игры синонимами и созвучиями».
Заказ на эту симфоническую поэму поступил к композитору от пианистки Каролины Монтиньи-Ремори; Франк работал над пьесой с 27 июля по 6 сентября. Франк посвятил «Джиннов» заказчице, однако первым исполнителем сольной партии стала не она, а Луи Дьемер, премьера состоялась 15 марта 1885 года, и композитор остался настолько доволен исполнением, что пообещал в благодарность написать для Дьемера другое произведение, — во исполнение этого обещания написаны его Симфонические вариации.
Идея Франка использовать солирующее фортепиано за пределами канонической концертной формы, по мнению Леона Валласа, оказала влияние на ряд младших французских авторов — в частности, на Симфонию на тему песни французского горца Венсана д’Энди (1886) и Фантазию для фортепиано с оркестром Клода Дебюсси (1890).

## Записи
Запись «Джиннов», осуществлённая в 1952 году Святославом Рихтером (дирижёр Кирилл Кондрашин), принадлежит к числу вершинных достижений пианиста. Среди других пианистов, записавших произведение, были Альдо Чикколини, Владимир Ашкенази, Идиль Бирет, Франсуа Жоэль Тиойе.